# Pomnik ofiar obozów koncentracyjnych na cmentarzu w Lund

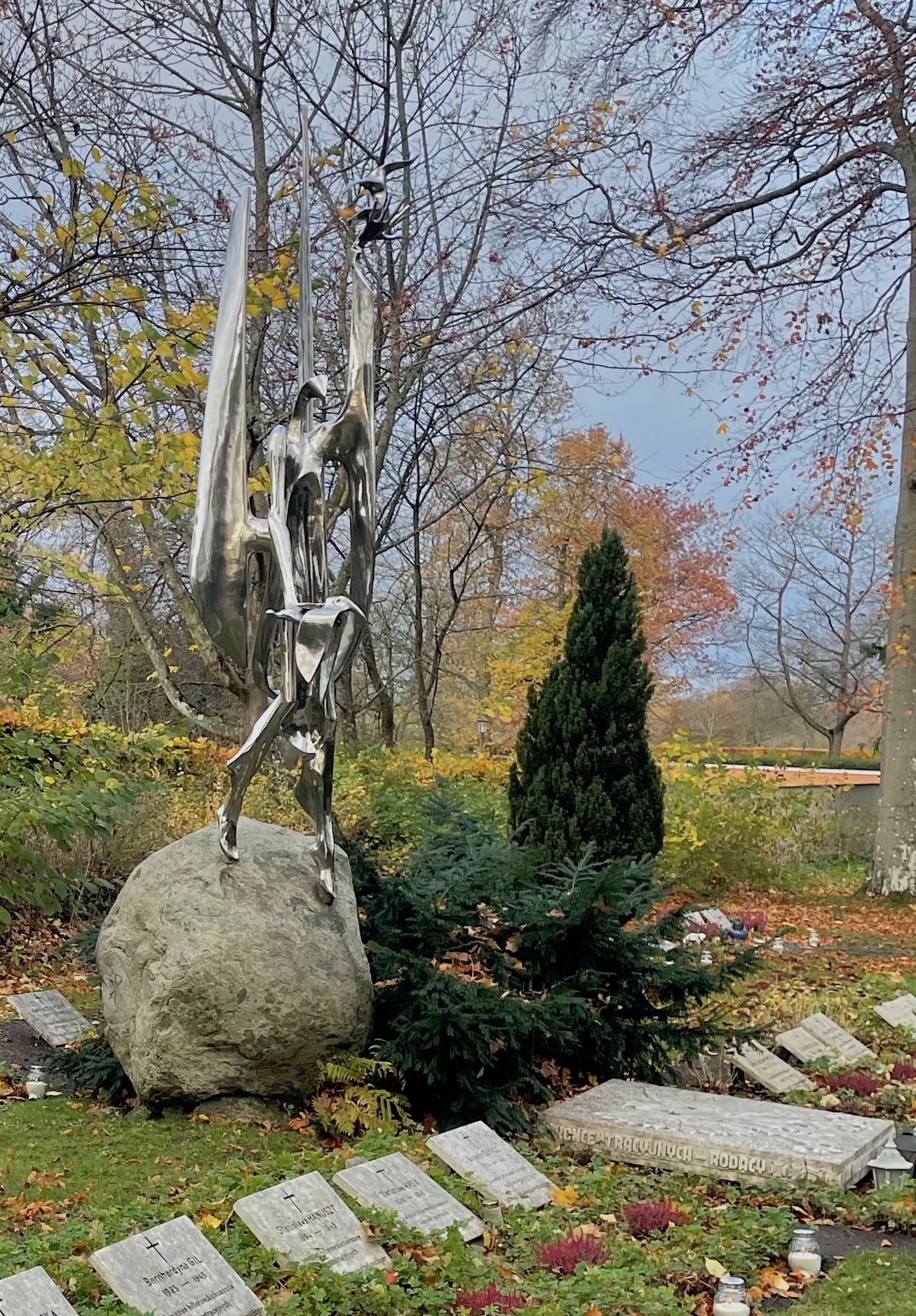
Pomnik ofiar nazizmu, Norra Kyrkogården w Lund, Szwecj, foto: T. Wieloch

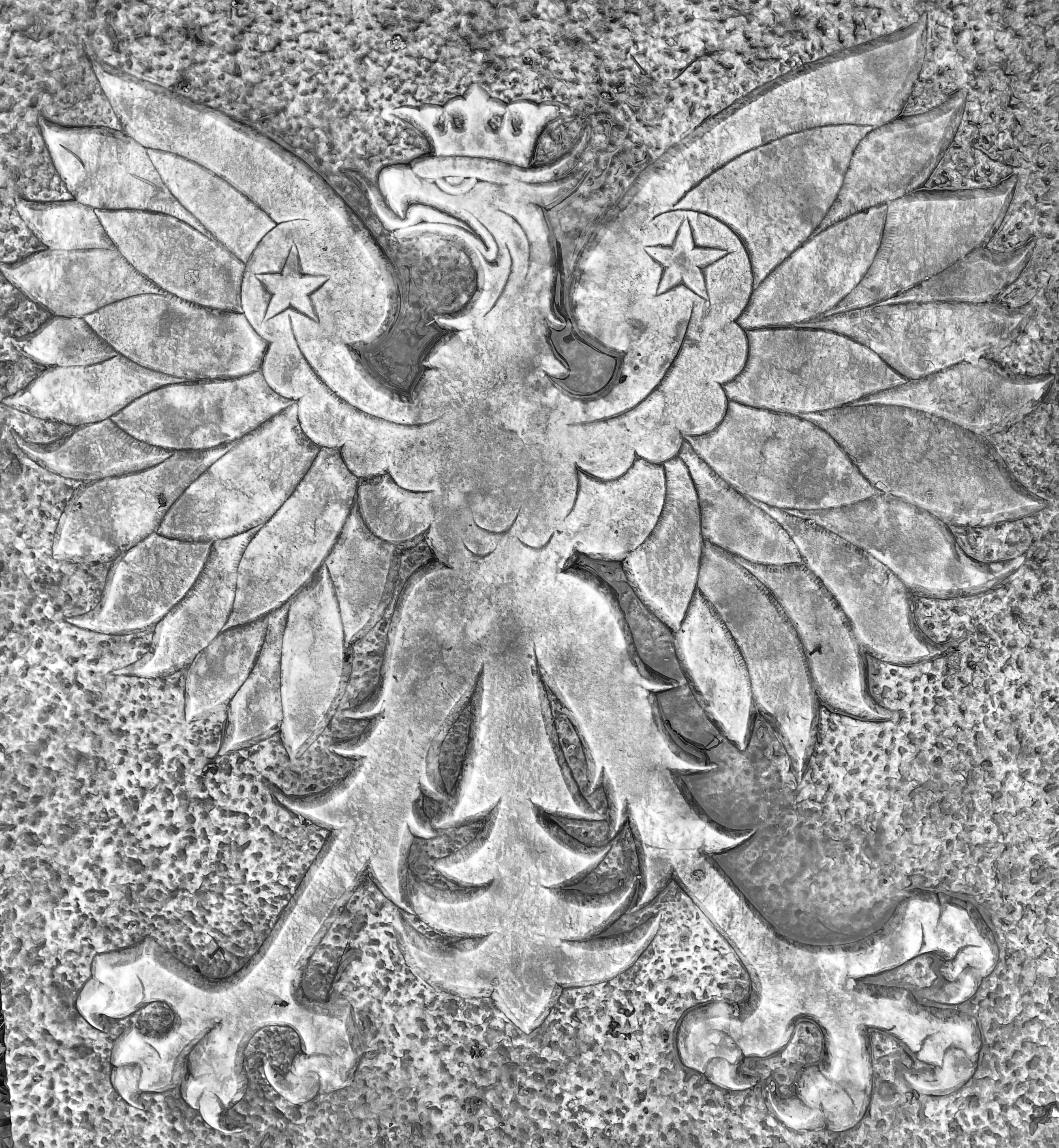
Płyta pomnika Ofiar Nazizmu w Lund, foto: T. Wieloch

Pomnik ofiar obozów koncentracyjnych na cmentarzu w Lund – pomnik upamiętniający 26 polskich uchodźców, którzy przybyli do Szwecji z hitlerowskich obozów koncentracyjnych w Niemczech po zakończeniu II wojny światowej i zmarli wkrótce po przybyciu.  Pomnik stoi na cmentarzu Norra kyrkogården w Lund. 

## Opis
Pomnik składa się z rzeźby stojącej na głazie i płyty marmurowej. Rzeźba przedstawia anioła trzymającego w prawej ręce martwego gołębia z rozpostartymi skrzydłami, symbolizującego niewinną ofiarę męczeństwa. Z lewej ręki anioła unosi się do nieba gołąb, symbolizujący zwycięstwo i wolność - nieśmiertelna i wyzwolona dusza zmarłej ofiary. Rzeźba, wykonana przez węgiersko-szwedzko-japońskiego rzeźbiarza Nándor Wagner, nawiązuje do Ewangelii św. Marka 16:6 „Nie lękajcie się. Szukacie Jezusa z Nazaretu, ukrzyżowanego; on  Zmartwychwstał”. Została odlana ze stali nierdzewnej przez Höganäs-Billesholms AB i ma około 4 m wysokości. Rzeźba stoi na głazie ważącym ponad dwie tony, przeniesionym znad morza w Hörte i symbolizuje wybrzeże Szwecji, do którego przybyli uchodźcy. Przed rzeźbą znajduje się marmurowa płyta z herbem Polski - Orłem Białym  i napisem "Ofiarom obozów koncentracyjnych - Rodacy", wykutym na krawędziach płyty. Płyta jest wykonana przez S. Wahlmans Bildhuggeri w Lund.

## Historia
Za wzniesienie pomnika odpowiedzialny był Komitet Polskiego Pomnika, powołany 13 czerwca 1962 r. z inicjatywy hr. Ludwiki Broel-Plater (przewodnicząca), wraz ze Stanisławem Świetlickim (wice przewodniczący), Antonim Wielochem (sekretarz) i Marią Kwaśniewską (skarbnik). Postawienie pomnika było możliwe dzięki zbiórce pieniędzy wśród Polaków w Lund. Główną fundatorką była hr. Ludwika Broel-Plater.  W akcję włączyły się różne organizacje polonijne w Szwecji i za granicą. 27 października 1963 r. pomnik został odsłonięty przez gen. Zdzisława Przyjałkowskiego, przewodniczącego ówczesnej Polskiej Rady Uchodźczej, i poświęcony przez prałata Czesława Chmielewskiego, rektora Polskiej Misji Katolickiej w Szwecji, w obecności pastora Per Blomquist, przewodniczącego Rady Cmentarnej w Lund. 4 lutego 1964 r. pomnik został przekazany wspólnocie Kościoła Szwedzkiego w Lund.